# Hatriot
Hatriot ist eine US-amerikanische Thrash-Metal-Band aus Oakland, Kalifornien. Die Band steht bei Massacre Records unter Vertrag. Der Bandname ist ein Kofferwort aus den Wörtern Hate (Hass) und Patriot für Patriotismus.

## Geschichte
Im Jahre 2010 lernte der ehemalige Legacy- und Exodus-Sänger Steve Souza den Gitarristen Kosta Vavratakis kennen. Nach einem Konzert von Vavratakis damaliger Band begannen beide Musiker zusammen zu komponieren und Demos aufzunehmen. Souza spielte die Demos befreundeten Musikern vor, die ihm rieten, mit Vavratakis eine Band zu gründen. Mit Souzas Sohn Cody am Bass, dem Gitarristen Andrew Gage sowie dem Schlagzeuger Alex Bent wurde die Band im Februar 2011 gegründet.
Im Mai des gleichen Jahres veröffentlichte die Band ein schlicht Demo betiteltes Demo mit vier Liedern, das von der Band zum kostenfreien Download angeboten wurde. Vor dem ersten Konzert im Juli 2011 verließ Kosta Vavratakis die Band kurzzeitig und wurde durch den Forbidden-Gitarristen Glen Avelais vertreten. Nach Vavratakis Rückkehr stieg Andrew Gage aus und wurde durch Miguel Esparza ersetzt. Im Mai 2012 verließ der Schlagzeuger Alex Bent Hatriot. Sein Nachfolger wurde mit Nicolas Souza ein weiterer Sohn von Steve Souza. 
Drei Monate später unterzeichnete die Band einen Vertrag bei dem deutschen Plattenlabel Massacre Records. Unter der Leitung des Produzenten Juan Urteaga nahm Hatriot im Herbst 2012 ihr Debütalbum Heroes of Origin auf, auf dem als Gastmusiker der Testament-Sänger Chuck Billy und der damalige Machine-Head-Gitarrist Phil Demmel zu hören sind. Die Veröffentlichung des Albums war am 25. Januar 2013. Hatriot spielten einige Konzerte in Kalifornien und Europa. Da die Band nur wenige Tourangebote erhielt, machten sich die Musiker an die Arbeit für ein neues Studioalbum. Hatriot begannen im September 2013 mit den Aufnahmen. Zuvor trennte sich die Band von dem Gitarristen Miguel Esparza, da dieser nicht mehr genügend Zeit für die Band aufbringen konnte. Sein Nachfolger wurde Justin Cole.
Das erneut von Juan Urtega produzierte Album Dawn of the New Centurion sollte am 24. Januar 2014 erscheinen, wurde aber auf den 21. Februar 2014 verschoben. Grund für die Verschiebung war die Kältewelle in Nordamerika 2014. Nach seiner Rückkehr zu Exodus im Juni 2014 wurde es für Sänger Steve Souza immer schwieriger, in beiden Bands aktiv zu sein. Aus diesem Grund verließ er im Juli 2015 Hatriot und übergab den Gesangsposten an seinen Sohn Cody. Dessen Einstand From Days Unto Darkness erschien am 26. Juli 2019.

## Der Bandname
Für Sänger Steve Souza ist ein Hatriot eine Person, die sein Land liebt, aber nicht mit den Entscheidungen der Regierung einverstanden ist. Erstmals verwendete Souza das Wort in dem Exodus-Lied „Scar Spangled Banner“ von dem Album Tempo of the Damned, welches Souzas letztes Werk für diese Band war. Auf den Promofotos für das Debütalbum ist eine Flagge zu sehen, die der Flagge der Vereinigten Staaten ähnelt. Das blaue Feld mit den 50 Sternen befindet sich nicht oben links, sondern unten rechts, wobei die Sterne durch Pentagramme ersetzt wurden.

## Stil
Hatriot spielen klassischen Thrash Metal mit leichten modernen Einflüssen wie Blastbeats. Sänger Steve Souza beschrieb die Musik von Hatriot als eine Fortsetzung des Stils des Exodus-Albums Tempo of the Damned.

## Diskografie
- 2011: Demo (Demo)
- 2013: Heroes of Origin
- 2014: Dawn of the New Centurion
- 2019: From Days Unto Darkness
- 2022: The Vale of Shadows